# Aureli del Velai
Aureli de Velai fou bisbe de lo Puèi de Velai la segona meitat del segle vi, entre ca. 555 i 600. És venerat com a sant per diverses confessions cristianes.

## Biografia
És esmentat per Gregori de Tours en un relat situat al 590, dient que vivia al Puèi, ad locum quem Anicium vocitant.
El 590 la pesta que afectava part de l'Aquitània i el Llenguadoc es va estendre cap al Vivarès i el sud de la Provença, acompanyada d'una gran fam. Davant de tanta desgràcia la gent fou atreta per alguns suposats profetes dels quals el més destacat fou l'anomenat el Llenyataire, que era un humil llenyataire del Berry. Havia estat atacat per les abelles de manera tan furiosa que va passar dos anys embogit pel dolor que li van provocar; quan se'n va recuperar es va establir a Arle i s'hi va presentar com un home inspirat per Déu; vestia amb pells i es vantava de conèixer el futur.
Va marxar després al Gavaldà, amb una dona que el seguia i que es feia dir Maria i va atreure molts seguidors, entre els quals molts clergues ignorants que el veien com un profeta, especialment convençuts per la fama que tenia de guarir els malalts. A poc a poc se li van unir gents de molts llocs que li portaven regals: el llenyataire els acceptava però els repartia entre els pobres, en favor dels quals es creia amb dret de disposar dels ramats de la regió. Les seves prediccions eren funestes, però s'acompanyaven de llargues pregàries. El Llenyataire es deixava adorar pels seus seguidors com a persona santa.
Després d'un temps, va passar del Gavaldà al Velai i va acampar amb els seus seguidors al costat del mont Anis (Anicium), prop de la vila de Lo Puèi de Velai, on va prendre el control de les esglésies rurals de la regió. Fou llavors quan el bisbe Aureli del Velai el va anar a trobar. El Llenyataire va reagrupar els seus, esperant el prelat com si tingués intenció de lluitar, i va enviar alguns dels seus a trobar-lo, i es presentaren al bisbe saltant i ballant despullats. Aureli va enviar llavors alguns nobles del país i un d'aquests s'acostà al Llenyataire, qui va ordenar a la seva gent d'apoderar-se del senyor i despullar-lo: el senyor va treure l'espasa i va colpejar el profeta, que va caure mort; els seus partidaris van fugir esparverats sense reaccionar. Maria fou capturada i sotmesa a tortura, sota la qual va declarar que el Llenyataire era un impostor; molts seguidors van restar fidels al profeta difunt i el van comparar a Crist, assegurant que era diví. De tota manera, el moviment va acabar-se.

## Veneració
Aureli fou venerat com a sant al Velai. La seva tomba es troba a l'església de Saint-Vosy al Puèi de Velai, al costat de la de Sant Benigne, que hauria estat el seu successor i del qual només se sap el nom.